# Elkton (Oregon)
Elkton és una població dels Estats Units a l'estat d'Oregon. Segons el cens del 2000 tenia 147 habitants.

## Demografia
Segons el cens del 2000, Elkton tenia 147 habitants, 72 habitatges, i 45 famílies. La densitat de població era de 333,9 habitants per km².
Dels 72 habitatges en un 15,3% hi vivien nens de menys de 18 anys, en un 51,4% hi vivien parelles casades, en un 9,7% dones solteres, i en un 37,5% no eren unitats familiars. En el 31,9% dels habitatges hi vivien persones soles el 15,3% de les quals corresponia a persones de 65 anys o més que vivien soles. El nombre mitjà de persones vivint en cada habitatge era de 2,04 i el nombre mitjà de persones que vivien en cada família era de 2,49.
Per edats la població es repartia de la següent manera: un 15,6% tenia menys de 18 anys, un 10,2% entre 18 i 24, un 22,4% entre 25 i 44, un 29,3% de 45 a 60 i un 22,4% 65 anys o més.
L'edat mediana era de 46 anys. Per cada 100 dones de 18 o més anys hi havia 96,8 homes.
La renda mediana per habitatge era de 27.188$ i la renda mediana per família de 34.792$. Els homes tenien una renda mediana de 30.313$ mentre que les dones 16.875$. La renda per capita de la població era de 15.385$. Aproximadament el 14,3% de les famílies i el 24,7% de la població estaven per davall del llindar de pobresa.

## Poblacions més properes
El següent diagrama mostra les poblacions més properes.